# Elena Jemayeva
Elena Victorovna Jemayeva (russe : Елена Викторовна Жемаева), née le 30 mars 1971 à Moscou, est une escrimeuse azérie. Elle remporta les deux premiers titres de championne du monde de sabre féminin mis en jeux dans la compétition en 1999 et 2000.

## Carrière
Elena Jemayeva pratique d'abord le fleuret, sans parvenir à intégrer l'équipe nationale de Russie. Elle change d'arme dans les années 1990 pour pratiquer le sabre, et prend la nationalité azérie,.
En 1999 le sabre féminin entre au programme des championnats d'Europe et du monde. Jemayeva, grande favorite, réalise le doublé championnats d'Europe et championnats du monde. Ce faisant elle devient la première sabreuse de l'histoire à recevoir ces distinctions. Elle perd son titre européen l'année suivante mais reconquiert son titre mondial, aux dépens, pour la seconde année consécutive, de la finaliste malheureuse Ilaria Bianco. C'est déjà le dernier titre pour Jemayeva, qui enchaînera ensuite les accessits sans jamais reconquérir de titre, sa meilleure chance passant en 2002, où elle est battue par la chinoise Tan Xue. Pratiquement à elle seule, Jemayeva tire l'équipe d'Azerbaïdjan sur trois podiums mondiaux, recevant trois médailles de bronze. 
Jemayeva, en dépit de son palmarès, n'a jamais remporté de médaille olympique. Au sommet de sa gloire, en 2000, le sabre féminin n'est pas au programme olympique. Il ne le sera qu'aux Jeux d'Athènes en 2004. Le rêve de l'azérie est brisé par la jeune favorite de l'épreuve, Mariel Zagunis, en quarts de finale. Zagunis remporte par la suite le titre.
À l'issue de sa carrière sportive, elle devient l'adjointe de Christian Bauer dans l'équipe de Russie, avant de monter son club à Dolgoproudny.

## Vie privée
Elle est l'épouse de l'escrimeur champion olympique et du monde Ilgar Mamedov, avec lequel elle a eu deux enfants. 

## Palmarès
- Championnats du monde d'escrime
  -  Médaille d'or aux championnats du monde d'escrime 2000 à Budapest
  -  Médaille d'or aux championnats du monde d'escrime 1999 à Séoul
  -  Médaille d'argent aux championnats du monde d'escrime 2002 à Lisbonne
  -  Médaille de bronze par équipes aux championnats du monde d'escrime 2003 à La Havane
  -  Médaille de bronze par équipes aux championnats du monde d'escrime 2002 à Lisbonne
  -  Médaille de bronze aux championnats du monde d'escrime 2001 à Nîmes
  -  Médaille de bronze par équipes aux championnats du monde d'escrime 1999 à Séoul

- Championnats d'Europe d'escrime
  -  Médaille d'or aux championnats d'Europe d'escrime 1999 à Bolzano
  -  Médaille de bronze par équipes aux championnats d'Europe d'escrime 2003 à Bourges
  -  Médaille de bronze par équipes aux championnats d'Europe d'escrime 2002 à Moscou
  -  Médaille de bronze aux championnats d'Europe d'escrime 2000 à Funchal